# Lithacodia minutipuncta
Lithacodia minutipuncta är en fjärilsart som beskrevs av Emilio Berio 1973. Lithacodia minutipuncta ingår i släktet Lithacodia och familjen nattflyn. Inga underarter finns listade i Catalogue of Life.